# Brezik (dystrykt Brczko)
Brezik – wieś w Bośni i Hercegowinie, w dystrykcie Brczko. W 2013 roku liczyła 601 mieszkańców, z czego większość stanowili Serbowie.